# 烏爾達里鄉
44°48′N 23°17′E / 44.800°N 23.283°E
烏爾達里鄉（羅馬尼亞語：Comuna Urdari, Gorj），是羅馬尼亞的鄉份，位於該國西南部，由戈爾日縣負責管轄，面積34平方公里，海拔高度149米，2007年人口3,140，人口密度每平方公里92人。